# Xantusia arizonae
Espèce
Statut de conservation UICN

 LC  : Préoccupation mineure
Xantusia arizonae est une espèce de sauriens de la famille des Xantusiidae.

## Répartition
Cette espèce est endémique d'Arizona aux États-Unis.

## Publication originale
- Klauber, 1931 : A new species of Xantusia from Arizona, with a synopsis of the genus. Transactions of the San Diego Society of Natural History, vol. 7, n. 1, p. 1-16 (texte intégral).